# Cassovia Steelers
I Cassovia Steelers sono una squadra di football americano di Košice, in Slovacchia, fondata nel 2011.

## Dettaglio stagioni

### Tornei nazionali

#### Campionato

##### Slovenská Futbalová Liga/Slovenská Futbalová Liga 7
| Stagione | regular season | regular season | regular season | regular season | regular season | regular season | playoff | playoff | playoff | playoff | playoff | playoff    | playoff         |
|          | Vin            | Par            | Per            | Tot            | PF             | PS             | Vin     | Per     | Tot     | PF      | PS      | risultato  | avversaria      |
| -------- | -------------- | -------------- | -------------- | -------------- | -------------- | -------------- | ------- | ------- | ------- | ------- | ------- | ---------- | --------------- |
| 2015     | 1              | 0              | 4              | 5              | 49             | 155            | -       | -       | -       | -       | -       | -          | -               |
| 2016     | 2              | 0              | 4              | 6              | 99             | 124            | 0       | 1       | 1       | 0       | 43      | Semifinale | Trnava Bulldogs |
| 2017     | 1              | 0              | 5              | 6              | 44             | 135            | -       | -       | -       | -       | -       | -          | -               |
| 2018     | 6              | 0              | 2              | 8              | 157            | 92             | 0       | 1       | 1       | 0       | 24      | Semifinale | Žilina Warriors |
| 2021     | 2              | 0              | 4              | 6              | 44             | 143            | -       | -       | -       | -       | -       | -          | -               |
| Totale   | 12             | 0              | 19             | 31             | 393            | 649            | 0       | 2       | 2       | 0       | 67      |            |                 |

Fonti: Enciclopedia del Football - A cura di Massimo Mezzetti

##### Divízió II (terzo livello ungherese)
| Stagione | regular season | regular season | regular season | regular season | regular season | regular season | playoff | playoff | playoff | playoff | playoff | playoff    | playoff         |
|          | Vin            | Par            | Per            | Tot            | PF             | PS             | Vin     | Per     | Tot     | PF      | PS      | risultato  | avversaria      |
| -------- | -------------- | -------------- | -------------- | -------------- | -------------- | -------------- | ------- | ------- | ------- | ------- | ------- | ---------- | --------------- |
| 2024     | 2              | 0              | 3              | 5              | 59             | 106            | 0       | 1       | 1       | 19      | 34      | Semifinale | DEAC Gladiators |
| Totale   | 2              | 0              | 3              | 5              | 59             | 106            | 0       | 1       | 1       | 19      | 34      |            |                 |

Fonti: Enciclopedia del Football - A cura di Massimo Mezzetti

### Riepilogo fasi finali disputate
| Anno           | Luogo    | Evento     | Fase del torneo | Incontro                            | Risultato |
| 18 giugno 2016 | Trnava   | SFL        | Semifinale      | Trnava Bulldogs - Cassovia Steelers | 43 - 0    |
| 30 giugno 2018 | Košice   | SFL        | Semifinale      | Cassovia Steelers - Žilina Warriors | 0 - 24    |
| 14 luglio 2024 | Debrecen | Divízió II | Semifinale      | DEAC Gladiators - Cassovia Steelers | 34 - 19   |